# نظرية التوحيد الكبير
حاول بعض الفيزيائيين منذ القرن التاسع عشر، ولا سيما ألبرت أينشتاين، تطويرَ إطارٍ نظريٍّ واحد يمكن أن يفسّر كل القوى الأساسيّة للطّبيعة – نظرية الحقل الموحد. نظريات الحقل الموحّد الكلاسيكية أو نظرية التوحيد الكبير هي محاولات لإنشاء نظرية حقل موحّد بالاعتماد على الفيزياء الكلاسيكية، تمت دراسة الجاذبية والكهرومغناطيسية على وجه الخصوص بشكلٍ مكثّف من قبل العديد من الفيزيائيين والرياضيين في السنوات ما بين الحربين العالميتين. حفّز هذا العمل التطور الرياضي البحت للهندسة التفاضلية.
تتحدّث هذه المقالة عن محاولات مختلفة لصياغة نظريّة الحقل الموحّد الكلاسيكية (غير الكمومية). لدراسة نظريّات الحقل النسبية الكلاسيكية للجاذبية التي دُرست بدوافع نظرية بعيداً عن فكرة التوحيد، انظر الجاذبية الكمية.

## نظرة عامّة
بدأت المحاولات المبكرة لإنشاء نظرية الحقل الموحّد مع الهندسة الريمانيّة للنسبية العامة، وحاولت دمج المجالات الكهرومغناطيسية في هندسة أكثر عموميّة، حيث بدت الهندسة الريمانية العادية عاجزة عن التعبير عن خصائص الحقل الكهرومغناطيسي. لم يكن أينشتاين وحده هو من حاول توحيد الكهرومغناطيسية والجاذبية. فقد حاول عدد كبير من علماء الرياضيات وعلماء الفيزياء، بما في ذلك هيرمان وييل، وآرثر إيدنجتون، وثيودور كالوزا، تطوير أساليبٍ يمكنها أن توحّد هذه العلوم. اعتمد هؤلاء العلماء عدة طرق للتعميم، بما في ذلك توسيع أسس الهندسة وإضافة بُعد مكاني إضافي.

## العمل المبكر
المحاولات الأولى لتقديم نظرية موحّدة كانت من قبل غوستاف ماي في عام 1912 وايرنيست ريتشنباشر في عام 1916. ولكن هذه النّظريات لم تكن مُرضية، لأنّها لم تتوافق مع النسبيّة العامة لأن النسبيّة العامّة لم تكن قد صيغت بعد في ذلك الوقت. شملت جهود هذين العالمين، مع جهود رودولف فورستر، تحويل الموتّر المتري (الذي كان يفترض في السابق أن يكون متناظرًا وذو قيم حقيقيًا) إلى موتّر غير متماثل و/ أو ذو قيم عُقديّة، وحاولوا أيضًا إنشاء نظريّة حقل للمادّة كذلك.

## الهندسة التفاضليّة ونظريّة الحقل
من عام 1918 حتى عام 1923، كان هناك ثلاث مقاربات متباينة لنظرية الحقل: نظرية مقياس Weyl gauge theory، نظرية كالوزا خماسيّة الأبعاد Kaluza's five-dimensional theory، وتطوير إيدينغتون للهندسة التآلفية. تراسل أينشتاين مع هؤلاء الباحثين، وتعاون مع كالوزا، لكنّه لم يكن حينها قد شارك بشكلٍ كاملٍ في جهود التوحيد بعد.

## هندسة وييل متناهية الصغر
من أجل تضمين الكهرومغناطيسيّة في هندسة النسبيّة العامة، عمل هيرمان وييل على تعميمِ الهندسة الريمانيّة التي تستند عليها النسبيّة العامة. كانت فكرته هي إنشاء هندسة متناهية الصغر بحيث تكون أكثر عموميّة. وأشار إلى أنّه بالإضافة إلى مجال الموتّر المتري metric tensor يمكن الحصول على درجات إضافيّة من الحرّية على طول مسار بين نقطتين في مجموعة متعدّدة، وقد حاول وييل استغلال ذلك من خلال إدخال طريقة أساسيّة للمقارنة بين مقاييس الحجم المحلّي على طول هذا المسار، وذلك بالاعتماد على مجال القياس. تُعمّم هذه الهندسة المتناهية في الصغر الهندسة الريمانية التي تتضمّن مجالاً للناقلات Q، بالإضافة إلى مقياس متري g، وهما ما يُنتجانن كلّاً من الحقلين الكهرومغناطيسي والجاذبية. كانت هذه النظرية سليمة من الناحية الحسابية، إلّا أنّها كانت معقّدة، مما أدى إلى معادلات حقل صعبة وذات رتب عالية. وقد تم التوصل إلى المكوّنات الرياضية الحرجة لهذه النظرية، وهي لاغرانج Lagrangian field theory ، وتقوس ريمان" curvature tensor، بواسطة ويل وزملائه، ثمّ قام وِيل بمراسلات واسعة مع آينشتاين وآخرين للبحث حول شرعيّتها الفيزيائيّة، واكتشف في نهاية المطاف أنّ النّظرية غير منطقيّة من الناحية الفيزيائيّة. ومع ذلك، تمّ تطبيق مبدأ وييل لقياس الثبات في وقتٍ لاحق بشكل معدّل عن نظرية المجال الكمي.

## البعد الخامس لكالوزا
اشتمل نهج كالوزا Kaluza للتوحيد على تضمين الزمكان في عالم أسطواني ثلاثيّ الأبعاد، يتألف من أربعة أبعاد فضائية وبعد زمني واحد، ولم يتخلّ كالوزا في نظريته هذه عن الهندسة الريمانية على عكس نهج وييل، ويسمح البعد الإضافي (البعد الزمني) بدمج شعاع الحقل الكهرومغناطيسي في الهندسة. وعلى الرغم من الأناقة الرياضيّة النسبيّة لهذه المقاربة، التي نتجت عن التعاون مع آينشتاين ومساعدة آينشتاين غرومر، فقد تقرّر أنّ هذه النظريّة لم تعترف بحل غير متفرّد، ثابت، متماثل بشكل كروي. كان لهذه النظرية بعض التأثير على عمل آينشتاين المتأخر وتم تطويره فيما بعد من قبل كلاين Klein في محاولة لدمج النسبيّة في نظرية الكم، في ما يعرف الآن باسم نظرية كالوزا-كلاين.

## هندسة إيدنجتون التآلفيّة
كان السير آرثر ستانلي ادينجتون عالماً فلكياً شهيراً وأصبح مروّجاً متحمساً ومؤثراً لنظرية النسبية العامّة لأينشتاين. وكان من بين أوائل الذين اقترحوا تمديدا لنظرية الجاذبيّة بناءً على العلاقة التآلفية كحقل البنية الأساسية بدلاً من الموتّر المتري الذي ركّزت عليه النسبيّة العامّة بشكلٍ أساسيّ. الاتصال التآلفيّ هو أساس النقل المتوازي للمتجهات (الأشعّة) من نقطة زمكانيّة واحدة إلى نقطة أخرى؛ افترض إيدنغتون أن العلاقة التآلفيّة تكون متماثلة للمؤشرات المتباينة، لأنه بدا أنّه من المعقول أنّ نتيجة النقل المتوازي لواحد من المتجهات المتناهية في الصغر على طول متّجه آخر يجب أن تعطي نفس النتيجة لنقل المتجه الثاني على طول الأول. (قام العلماء في وقت لاحق بإعادة النظر في هذا الافتراض).
أكد إيدنغتون ما اعتبره اعتبارات معرفيّة، فعلى سبيل المثال، كان يعتقد أن النسخة الثابتة الكونية من معادلة المجال النسبية العامة تعبر عن خاصية أن الكون كان «يقيس نفسه». بما أن أبسط نموذج كوني (كون دي سيتر De Sitter universe) الذي يحل تلك المعادلة هو كون متماسك متناظر بشكل كروي، ثابت (يعرض انزياح أحمر كوني، والذي يفسر بشكل أكثر تقليدية على أنه نتيجة للتوسع)، فبدا بذلك أنّه فسّر الشكل العام الكون.
مثل العديد من منظّري الحقل الكلاسيكي الموحّد، اعتبر إدنغتون أن موتر الإجهاد-الطاقة {\displaystyle T_{\mu \nu }}، الذي يمثّل المادّة/ الطاقة في معادلات حقل أينشتاين في النسبية العامة، كان مؤقَّتاً فقط، وأنّه في النظرية الموحدة، ينشأ المصطلح تلقائيًا كجانب من جوانب معادلات المجال الحر في الفراغ. كما أنّه تشارك الأمل مع منظري الحقل الكلاسيكي الموحّد في إمكانية الوصول إلى نظرية أساسيّة محسّنة سوف تفسر سبب وجود جسيمين أوليّين معروفين (البروتون والإلكترون) ولهما كتل مختلفة تمامًا.
تسببت معادلة ديراك الكمومية النسبية لللالكترون في أن يعيد إدينغتون التفكير في قناعاته السابقة بأن النظرية الفيزيائية الأساسية يجب أن تعتمد على الموتّرات. بعد ذلك كرّس إدغنتون جهوده في تطوير «نظرية أساسية» تستند إلى حدّ كبير على المفاهيم الجبرية (التي سماها «الإطارات الإلكترونية E-frames»). لسوء الحظ، كانت توصيفاته لهذه النظرية غامضة وصعبة الفهم، لذلك قام عدد قليل جدا من علماء الفيزياء بمتابعة أعماله.